# Darius Vassell
Darius Vassell, född 13 juni 1980 i Birmingham, är en engelsk fotbollsspelare.

## Klubbkarriär

### Aston Villa
Som tonåring blev Vassell inbjuden till Aston Villas ungdomsakademi. Redan i unga år visade han prov på ett utomordentligt målsinne när han lyckades göra 39 mål på en säsong i Aston Villas ungdomslag. Han gjorde debut i A-laget som 18-åring i Aston Villas 3-1-seger över Middlesbrough i augusti 1998.
Vassells främsta egenskaper är snabbhet och rörlighet. Aston Villas fans beklagade sig över att han gjorde sina bästa matcher i landslaget där han användes som en inhoppare som byttes in i matchens slutskede. Väl där så sprintade han ifrån de tröttkörda försvararna.

### Manchester City
Vassell skrev på för Manchester City den 27 juli 2005, ett köp som kostade City ca 2 miljoner pund. Under sin första säsong i City bildade Vassell en effektiv anfallsduo tillsammans med Andrew "Andy" Cole. Tillsammans så gjorde de 17 mål, Vassell stod för åtta av dem. Han bidrog också starkt till att City tog sig till kvartsfinal i FA-Cupen med sina två mål på fem matcher.
Under Vassells andra säsong i Manchester City kämpade han för att nå toppform, men han lyckas inte lika bra som i sin första säsong i klubben. Under den andra delen av säsongen så spelade han ofta som yttermittfältare i den 4-5-1-uppställning som Stuart Pearce använde sig av.
Sommaren 2009 fick Vassell lämna Manchester City.

### Ankaragücü
I juli 2009 skrev han på för den turkiska klubben Ankaragücü. Han gjorde sitt första mål i Süper Lig mot Manisaspor, den andra veckan av säsongen. Han bröt kontraktet med klubben efter säsongen 2009/2010.

### Leicester City
Den 20 oktober 2010 skrev Vassell på ett tvåårskontrakt för den engelska klubben Leicester City som varar fram till slutet på säsongen 2011/2012. I Leicester City återses han med sin före detta tränare i Manchester City och Englands fotbollslandslag, Sven-Göran Eriksson.

## Internationell karriär
Darius Vassell debuterade för Englands A-landslag den 13 februari 2002 i 1-1-matchen mot Nederländerna, där Vassell gjorde Englands enda mål. Han var med i Englands trupp i både VM 2002 och i EM 2004. I EM 2004 blev han hela Englands syndabock när han missade den avgörande straffen mot värdnationen Portugal i kvartsfinalen. Han har gjort sex mål på 22 landskamper.